# Rhagomys
Rhagomys é um gênero de roedores da família Cricetidae.

## Espécies
- Rhagomys longilingua Luna & Patterson, 2003
- Rhagomys rufescens (Thomas, 1886)